# Gardiens de l'ordre
Pour plus de détails, voir Fiche technique et Distribution.
Gardiens de l'ordre est le cinquième film du réalisateur français Nicolas Boukhrief, tourné en 2009 et sorti en 2010.

## Synopsis
Lors d’une ronde de nuit qui tourne mal, Simon et Julie, deux simples gardiens de la paix, tirent sur un jeune drogué qui a abattu un de leurs collègues. Ce jeune drogué est le fils d'un député.
Accusés à tort de bavure et lâchés par leur hiérarchie, ils décident de prouver leur innocence en enquêtant sur la drogue responsable du coup de folie de leur agresseur...

## Fiche technique
- Titre : Gardiens de l'ordre
- Réalisation : Nicolas Boukhrief
- Scénario : Nicolas Boukhrief, Dan Sasson
- 1er assistant-réalisateur : James Canal
- 2e assistante-réalisatrice : Stéphanie Seilhean
- Musique : Nicolas Baby
- Thème sifflé : Curro Savoy
- Supervision musicale : My Meldoy
- Conseiller musical club : The : Hours
- Décors : Maamar Ech-Cheikh
- Photographie : Dominique Colin
- Montage : Lydia Decobert
- Son : Aymeric Dévoldère,  Lucien Balibar et Nicolas Becker
- Mixage : Philippe Amouroux
- Production : Sylvie Pialat
- Directeur de production : Olivier Helie
- Directeur de post-production : Toufik Ayadi
  - Production déléguée : Les films du Worso
- Sociétés de production : Gaumont, Entre Chien et Loup, Les films du Worso
- Distribution : Gaumont
- Pays d'origine :  France
- Format : couleur – 1.85:1 – Dolby SRD – HD
- Genre : policier
- Durée : 105 minutes
- Date de sortie :
  - France : 7 avril 2010.

## Distribution
- Cécile de France : Julie
- Fred Testot : Simon
- Julien Boisselier : Marc
- Nicolas Marié : le commissaire principal
- Stéphan Wojtowicz : Gilbert
- Nanou Garcia : Sandrine, la collègue de bureau de Julie
- Jean-Michel Noirey : Rudy, le second de Marc
- Gilles Gaston-Dreyfus : Christian, qui fabrique les « sphinx » au labo
- Nicolas Grandhomme : Maxime, le premier contact de Simon pour les « sphinx »
- David Salles : Patrick, le dealer de « sphinx »
- Foued Nassah : Joseph
- Dot Pierson : Nadine, l'épouse de Joseph
- Vincent Rottiers : Jean, le fils de député
- Nicolas Gonzales : Laurent, l'étudiant agressif
- Éric Naggar
- Françoise Miquelis
- Christophe Lemaire : un passant et un témoin
- François Cognard : l'homme à la bombe serpentin